# Сидни (Арканзас)
Сидни (англ. Sidney) — город, расположенный в округе Шарп (штат Арканзас, США) с населением в 275 человек по статистическим данным переписи 2000 года.

## География
По данным Бюро переписи населения США город Сидни имеет общую площадь в 5,7 квадратных километров, водных ресурсов в черте населённого пункта не имеется.
Город Сидни расположен на высоте 186 метров над уровнем моря.

## Демография
По данным переписи населения 2000 года в Сидни проживало 275 человек, 58 семей, насчитывалось 80 домашних хозяйств и 94 жилых дома. Средняя плотность населения составляла около 49,1 человек на один квадратный километр. Расовый состав Сидни по данным переписи распределился следующим образом: 97,09 % белых, 1,09 % — коренных американцев, 1,82 % — представителей смешанных рас.
Испаноговорящие составили 0,73 % от всех жителей города.
Из 80 домашних хозяйств в 32,5 % — воспитывали детей в возрасте до 18 лет, 57,5 % представляли собой совместно проживающие супружеские пары, в 10 % семей женщины проживали без мужей, 27,5 % не имели семей. 26,3 % от общего числа семей на момент переписи жили самостоятельно, при этом 13,8 % составили одинокие пожилые люди в возрасте 65 лет и старше. Средний размер домашнего хозяйства составил 2,61 человек, а средний размер семьи — 3,05 человек.
Население города по возрастному диапазону по данным переписи 2000 года распределилось следующим образом: 21,5 % — жители младше 18 лет, 6,9 % — между 18 и 24 годами, 20,4 % — от 25 до 44 лет, 18,2 % — от 45 до 64 лет и 33,1 % — в возрасте 65 лет и старше. Средний возраст жителей составил 46 лет. На каждые 100 женщин в Сидни приходилось 66,7 мужчин, при этом на каждые сто женщин 18 лет и старше приходилось 66,2 мужчин также старше 18 лет.
Средний доход на одно домашнее хозяйство в городе составил 22 000 долларов США, а средний доход на одну семью — 23 125 долларов. При этом мужчины имели средний доход в 19 375 долларов США в год против 12 361 доллар среднегодового дохода у женщин. Доход на душу населения в городе составил 8926 долларов в год. 2 % от всего числа семей в округе и 11 % от всей численности населения находилось на момент переписи населения за чертой бедности, при этом из них 7,7 % были моложе 18 лет и 14,8 % — в возрасте 65 лет и старше.